# جاك ديكسون
جاك ديكسون (بالإنجليزية: Jack Dixon)‏ هو لاعب اتحاد الرغبي بريطاني، ولد في 13 ديسمبر 1994 في Newbridge, Caerphilly ‏ في المملكة المتحدة.